# NRL 2007
Die NRL 2007 war die zehnte Saison der National Rugby League, der australisch-neuseeländischen Rugby-League-Meisterschaft. In der Saison 2007 stieg die Anzahl der Teams von 15 auf 16, da mit den Gold Coast Titans wieder ein Team aus Gold Coast vertreten war. Den ersten Tabellenplatz nach Ende der regulären Saison belegten die Melbourne Storm, die im Finale 34:8 gegen die Manly-Warringah Sea Eagles gewannen. Der Titel wurde ihnen später wegen Verstößen gegen das Salary Cap aberkannt.

## Tabelle
|      | Team                          | Spiele | Siege | Unent. | Ndlg. | Spiel- punkte | Diff. | Tabellen- punkte |
| ---- | ----------------------------- | ------ | ----- | ------ | ----- | ------------- | ----- | ---------------- |
| 01.  | Melbourne Storm               | 24     | 21    | 0      | 3     | 627:277       | + 350 | 44               |
| 02.  | Manly-Warringah Sea Eagles    | 24     | 18    | 0      | 6     | 597:377       | + 220 | 38               |
| 03.  | North Queensland Cowboys      | 24     | 15    | 0      | 9     | 547:618       | - 71  | 32               |
| 04.  | New Zealand Warriors          | 24     | 13    | 1      | 10    | 593:434       | + 159 | 29               |
| 05.  | Parramatta Eels               | 24     | 13    | 0      | 11    | 573:481       | + 92  | 28               |
| 06.  | Canterbury-Bankstown Bulldogs | 24     | 12    | 0      | 12    | 575:528       | + 47  | 26               |
| 07.  | South Sydney Rabbitohs        | 24     | 12    | 0      | 12    | 408:399       | + 9   | 26               |
| 08.  | Brisbane Broncos              | 24     | 11    | 0      | 13    | 511:476       | + 35  | 24               |
| 09.  | Wests Tigers                  | 24     | 11    | 0      | 13    | 541:561       | - 20  | 24               |
| 010. | Sydney Roosters               | 24     | 10    | 1      | 13    | 445:610       | - 165 | 23               |
| 011. | Cronulla-Sutherland Sharks    | 24     | 10    | 0      | 14    | 463:403       | + 60  | 22               |
| 012. | Gold Coast Titans             | 24     | 10    | 0      | 14    | 409:559       | - 150 | 22               |
| 013. | St. George Illawarra Dragons  | 24     | 9     | 0      | 15    | 431:509       | - 78  | 20               |
| 014. | Canberra Raiders              | 24     | 9     | 0      | 15    | 522:650       | - 128 | 20               |
| 015. | Newcastle Knights             | 24     | 9     | 0      | 15    | 418:708       | - 290 | 20               |
| 016. | Penrith Panthers              | 24     | 8     | 0      | 16    | 539:607       | - 68  | 18               |

- Da in dieser Saison jedes Team ein Freilos hatte, wurden nach der Saison zur normalen Punktezahl noch 2 Punkte dazugezählt.

## Playoffs

### Ausscheidungs/Qualifikationsplayoffs
| 7. September 20:30 | New Zealand Warriors | 10 : 12 | Parramatta Eels | Mount Smart Stadium, Auckland Zuschauer: 28.745 Schiedsrichter: Tony Archer |
| 7. September 20:30 | (0:0) Bericht        |         |                 | Mount Smart Stadium, Auckland Zuschauer: 28.745 Schiedsrichter: Tony Archer |

| 8. September 18:30 | North Queensland Cowboys | 20 : 18 | Canterbury-Bankstown Bulldogs | Dairy Farmers Stadium, Townsville Zuschauer: 24.004 Schiedsrichter: Paul Simpkins |
| 8. September 18:30 | (14:14) Bericht          |         |                               | Dairy Farmers Stadium, Townsville Zuschauer: 24.004 Schiedsrichter: Paul Simpkins |

| 8. September 20:30 | Manly-Warringah Sea Eagles | 30 : 6 | South Sydney Rabbitohs | Brookvale Oval, Sydney Zuschauer: 19.875 Schiedsrichter: Shayne Hayne |
| 8. September 20:30 | (6:2) Bericht              |        |                        | Brookvale Oval, Sydney Zuschauer: 19.875 Schiedsrichter: Shayne Hayne |

| 9. September 16:00 | Melbourne Storm | 40 : 0 | Brisbane Broncos | Olympic Park Stadium, Melbourne Zuschauer: 15.522 Schiedsrichter: Steve Clark |
| 9. September 16:00 | (28:0) Bericht  |        |                  | Olympic Park Stadium, Melbourne Zuschauer: 15.522 Schiedsrichter: Steve Clark |

### Viertelfinale
| 15. September 19:45 | Parramatta Eels | 25 : 6 | Canterbury-Bankstown Bulldogs | Telstra Stadium, Sydney Zuschauer: 50.621 Schiedsrichter: Shayne Hayne |
| 15. September 19:45 | (12:6) Bericht  |        |                               | Telstra Stadium, Sydney Zuschauer: 50.621 Schiedsrichter: Shayne Hayne |

| 16. September 16:00 | North Queensland Cowboys | 49 : 12 | New Zealand Warriors | Dairy Farmers Stadium, Townsville Zuschauer: 21.847 Schiedsrichter: Tony Archer |
| 16. September 16:00 | (18:12) Bericht          |         |                      | Dairy Farmers Stadium, Townsville Zuschauer: 21.847 Schiedsrichter: Tony Archer |

### Halbfinale
| 22. September 19:45 | Manly-Warringah Sea Eagles | 28 : 6 | North Queensland Cowboys | Sydney Football Stadium, Sydney Zuschauer: 32.611 Schiedsrichter: Paul Simpkins |
| 22. September 19:45 | (6:6) Bericht              |        |                          | Sydney Football Stadium, Sydney Zuschauer: 32.611 Schiedsrichter: Paul Simpkins |

| 23. September 16:00 | Melbourne Storm | 26 : 10 | Parramatta Eels | Telstra Dome, Melbourne Zuschauer: 33.427 Schiedsrichter: Tony Archer |
| 23. September 16:00 | (10:4) Bericht  |         |                 | Telstra Dome, Melbourne Zuschauer: 33.427 Schiedsrichter: Tony Archer |

### Grand Final
| 30. September 2007 19:15 | Melbourne Storm                                                                | 34 : 8         | Manly-Warringah Sea Eagles | Telstra Stadium, Sydney Zuschauer: 81.392 Schiedsrichter: Tony Archer |
| 30. September 2007 19:15 | Versuche: Inglis (2), Quinn (2), Crocker, King, Newton Erhöhungen: Smith (3/7) | (10:4) Bericht | Versuche: Hicks, Matai     | Telstra Stadium, Sydney Zuschauer: 81.392 Schiedsrichter: Tony Archer |

| 1                  | Billy Slater   |
| 2                  | Steve Turner   |
| 3                  | Matt King      |
| 4                  | Israel Folau   |
| 5                  | Anthony Quinn  |
| 6                  | Greg Inglis    |
| 7                  | Cooper Cronk   |
| 8                  | Ben Cross      |
| 9                  | Cameron Smith  |
| 10                 | Brett White    |
| 11                 | Clint Newton   |
| 12                 | Ryan Hoffman   |
| 13                 | Dallas Johnson |
| Auswechselspieler: |                |
| 14                 | Matt Geyer     |
| 15                 | Jeremy Smith   |
| 16                 | Michael Croker |
| 17                 | Jeff Lima      |

| 1                  | Brett Stewart     |
| 2                  | Michael Robertson |
| 3                  | Steven Bell       |
| 4                  | Steve Matai       |
| 5                  | Chris Hicks       |
| 6                  | Jamie Lyon        |
| 7                  | Matt Orford       |
| 8                  | Jason King        |
| 9                  | Michael Monaghan  |
| 10                 | Brent Kite        |
| 11                 | Anthony Watmough  |
| 12                 | Glenn Stewart     |
| 13                 | Luke Williamson   |
| Auswechselspieler: |                   |
| 16                 | Mark Bryant       |
| 17                 | Steve Menzies     |
| 20                 | Jack Afamasaga    |
| 21                 | Adam Cuthbertson  |